# Sarcocheilichthys
A Sarcocheilichthys  a csontos halak (Osteichthyes) főosztályának sugarasúszójú halak (Actinopterygii)  osztályába, a pontyalakúak (Cypriniformes) rendjébe, a pontyfélék (Cyprinidae) családjába, és a Gobioninae alcsaládjába tartozó nem.

## Rendszerezés
A nemhez az alábbi 11 faj tartozik.
- Sarcocheilichthys biwaensis
- Sarcocheilichthys czerskii
- Sarcocheilichthys davidi
- Sarcocheilichthys hainanensis
- Sarcocheilichthys kiangsiensis
- Sarcocheilichthys lacustris
- Sarcocheilichthys nigripinnis
- Sarcocheilichthys parvus
- Sarcocheilichthys sinensis
- Sarcocheilichthys soldatovi
- Sarcocheilichthys variegatus